# Белин, Рудольф
Рудольф Белин (хорв. Rudolf Belin; род. 4 ноября 1942, Загреб) — хорватский футболист, игравший на позиции защитника. Брат футболиста Бруно Белина.

## Клубная карьера
Профессиональную карьеру начал в 1959 году в загребском «Динамо». За 11 лет в столичном клубе, Белин трижды становился обладателем национального кубка и дважды доходил до финала кубка ярмарок. В 1970 перешёл в бельгийский клуб «Беерсхот», в котором через 2 года завершил карьеру футболиста.

## Международная карьера
Дебют за национальную сборную Югославия состоялся 27 октября 1963 года, в товарищеском матче против сборной Румынии. Был включен в составы на Футбол на летних Олимпийских играх 1964 в Японии (за 5 матчей забил 4 гола) и на Чемпионат Европы 1968 в Италии (все матчи провёл на скамейке запасных). Всего Белин за сборную сыграл 29 матчей и забил 6 голов.

### Голы за сборную
| # | Дата            | Место                    | Соперник   | Счёт | Результат | Турнир                       |
| - | --------------- | ------------------------ | ---------- | ---- | --------- | ---------------------------- |
| 1 | 13 октября 1964 | Мицудзава, Иокогама      | Марокко    | 2-1  | 3-1       | Летние Олимпийские игры 1964 |
| 2 | 13 октября 1964 | Мицудзава, Иокогама      | Марокко    | 3-1  | 3-1       | Летние Олимпийские игры 1964 |
| 3 | 15 октября 1964 | Комадзава Олимпик, Токио | Венгрия    | 1-2  | 6-5       | Летние Олимпийские игры 1964 |
| 4 | 15 октября 1964 | Комадзава Олимпик, Токио | Венгрия    | 4-4  | 6-5       | Летние Олимпийские игры 1964 |
| 5 | 1 ноября 1967   | Фейеноорд, Роттердам     | Нидерланды | 1-1  | 1-2       | Товарищеский матч            |
| 6 | 19 октября 1969 | Градски, Скопье          | Бельгия    | 1-0  | 4-0       | Квалификация на ЧМ 1970      |

## Карьера тренера
После завершения карьеры футболиста Белин окончил школу физической культуры в загребском университете. Большую часть тренерской карьеры провёл в системе загребского «Динамо». В 1998 году руководил канадским клубом «Торонто Кроэйша». Через 3 года был назначен главным тренером национальной сборной Ирака.